# Ženy sobě
Ženy sobě (v originále Bridesmaids) je americká romantická komedie z roku 2011 od režiséra Paula Feiga. Film měl v Americe premiéru 28. dubna 2011 a v Česku měl premiéru 7. července 2011.

## Obsazení
| Kristen Wiigová      | Annie |
| Melissa McCarthy     | Megan |
| Ellie Kemper         | Becca |
| Matt Lucas           | Gil   |
| Wendi McLendon-Covey | Rita  |